# Pijnackeria recondita

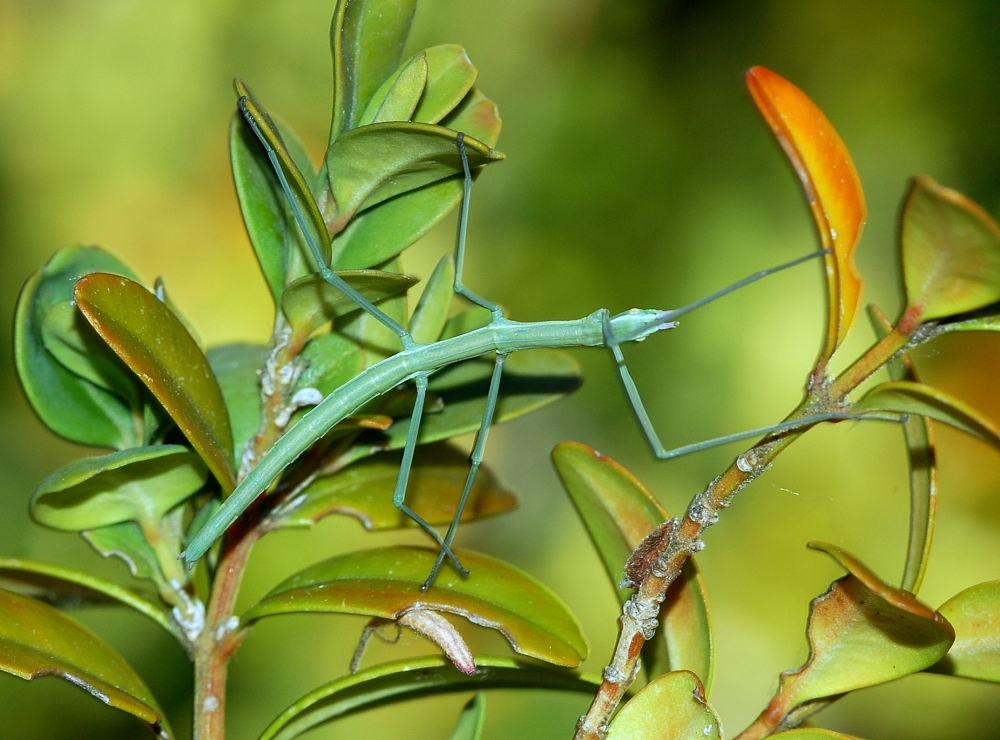
Pijnackeria masettii, przedstawiciel tego samego kompleksu gatunkowego, triploidalny, partenogenetyczny mieszaniec o prawdopodobnie wymarłych gatunkach ojcowskim i matczynym.

Pijnackeria recondita – gatunek straszyka z rodziny Diapheromeridae i podrodziny Pachymorphinae.
Gatunek ten opisali w 2015 roku Pablo Valero i Antonio S. Ortiz na podstawie okazów zebranych w latach 2013–2014. Epitet gatunkowy oznacza w łacinie „ukryty” i nawiązuje do trudności w znalezieniu tego gatunku.
Samce osiągają od 41,5 do 47,4 mm, a samice od 52,1 do 59 mm długości ciała. Ubarwienie samca jest jasnobrązowe, rzadziej zielonkawe, zawsze z dwiema parami cienkich linii podłużnych: bardziej grzbietową ciemnobrązową i bardziej boczną białą, zaczynającymi się za oczami i biegnącymi po wierzchołek odwłoka. Ubarwienie samicy jest zielone, rzadziej jasnobrązowe, zawsze z parą podłużnych białych linii biegnących bokami od nóżki czułka po kraniec odwłoka. Ciało jest smukłe, gładkie i nieuzbrojone. Spłaszczona grzbietobrzusznie głowa zaopatrzona jest w wyłupiaste, kuliste, brązowe oczy złożone oraz 11-członowe, oszczecinione czułki o trzonkach około dwukrotnie dłuższych niż szerokich. Barwa czułków jest różowa u samicy, a brązowa u samca. Przedplecze jest krótsze i szersze od głowy, u samicy 1,3 raza, a u samca 1,7 raza dłuższe niż szerokie. Odnóża mają barwę ciała. U samca są zupełnie nieuzbrojone, a u samicy po 2-4 drobne, czarne ząbki występują na udach środkowej i tylnej pary. U samca uda tylnej pary sięgają wierzchołkami połączenia szóstego i siódmego tergitu odwłoka, a u samicy połowy piątego tergitu. Odwłok jest dłuższy niż głowa i tułów razem wzięte. Płytka subgenitalna samicy jest łopatowata, o ściętym wierzchołku i zaokrąglonej krawędzi odsiebnej, sięgająca poza połączenie dziewiątego i dziesiątego sternitu odwłoka. Genitalia samca cechuje brak vomera i kubkowate poculum o trójkątnym szczycie. Przysadki odwłokowe są oszczecinione, u samicy proste i walcowate, u samca zaś wykształcone w klaspery: zakrzywione i każda z małym ząbkiem u nasady.
Gatunek dwupłciowy. Jaja tego gatunku mają od 3,43 do 4,06 mm długości, od 1,22 do 1,33 mm szerokości i od 1,3 do 1,56 mm wysokości. Są one prawie walcowate z zaokrągloną podstawą, ubarwione ciemnobrązowo z lancetowatą płytką mikropylową barwy beżowej do kremowej. Mają wypukłe, okrągłe wieczko i pozbawione są charakterystycznego dla innych przedstawicieli rodzaju siateczkowatego wzoru. Świeżo wyklute larwy (nimfy) mają bardzo smukłe ciało o około 12 mm długości i zielonym zabarwieniu z różowymi czułkami. W warunkach hodowlanych nimfy klują się po miesiącu od „przezimowania” jaj w zamrażarce.
Rośliną pokarmową tego patyczaka jest żarnowiec miotlasty (Cytisus scoparius).
Owad palearktyczny, endemiczny dla Hiszpanii. Występuje tylko na niewielkim obszarze w okolicy ogrodu botanicznego Hoya de la Pedraza, w górach Sierra Nevada, w prowincji Grenada. Odnotowany na wysokości 1903 i 2026 m n.p.m.